# Oberflächenvorbehandlung
Oberflächenvorbehandlung oder metallische Vorbehandlung bezeichnet in der Oberflächentechnik das chemische oder physikalische Bearbeiten von Metallen, bevor diese lackiert, verklebt oder emailliert werden. Zu den gängigen Verfahren zählen mechanische Vorbehandlungsverfahren (beispielsweise Strahlen), Reinigung und Entfettung, Spülen, sowie der Aufbau anorganischer Konversions- oder Passivierungsschichten. Zu Letzteren beiden zählen etwa die Phosphatierung, die Chromatierung sowie moderne chromatfreie Systeme.

## Vorbehandlungsverfahren

### Mechanische Vorbehandlung
Mechanische Vorbehandlungsmethoden dienen dazu, grobe Verunreinigungen wie Rost, Zunder oder ähnliche feste Verunreinigungen zu entfernen. Die mechanische Vorbehandlung kann auch zur Entlackung eingesetzt werden. Die hier beschriebenen Methoden vergrößern zumeist auch die aktive Oberfläche, da die Rauheit vergrößert wird. Typische Verfahren stellen Schleifen, Bürsten und Strahlen (mit metallischen oder mineralischen Strahlmitteln) dar.

### Reinigung
Die Werkstücke müssen vor der weiteren Verarbeitung entfettet werden. Je nach Material, vorhandenen Verunreinigungen, gefordertem Reinheitsgrad und gesetzlichen Anforderungen an die verwendeten Chemikalien kann die Entfettung mit Lösemitteln oder wässrigen Reinigern erfolgen. Bei der Reinigung mit wässrigen Reinigern ist die Reinigung der Oberfläche häufig mit dem Beizen sowie dem Aufbau einer neuen, gezielten Oberflächenstruktur, etwa einer Phosphatschicht, verbunden.
Wässrige Reiniger bestehen üblicherweise aus Buildern, Komplexbildnern und Tensiden. Builder dienen zur Einstellung des pH-Wertes und lösen gleichzeitig Oxidschichten und Verunreinigungen ab. Komplexbilder senken die Wasserhärte und verhindern das Ausfällen schwerlöslicher Verbindungen. Tenside verbessern die Benetzung der Oberfläche durch den Reiniger und binden Öle und Fette. Die Reinigung mit Lösemitteln erfolgt meist durch chlorierte Kohlenwasserstoffe (stark rückläufig), Kohlenwasserstoffe und sauerstoffhaltige Kohlenwasserstoffe.
Verfahrenstechnisch erfolgt die Reinigung meist durch Spritzen oder Tauchen. Das Reinigungsergebnis kann bei der Tauchreinigung durch Ultraschall oder Elektrolyse noch verbessert werden.

### Aufbringen von Konversionsschichten
An die Entfettung schließt sich das Aufbringen einer Konversionsschicht an. Eine reine Entfettung reicht zwar für eine reine Oberfläche meist aus, Konversionsschichten vergrößern durch ihre Rauheit zusätzlich die aktive Oberfläche. Das heißt, die Anbindung des Lackes oder Klebstoffes funktioniert bereits mechanisch besser. Sie kann weiter verbessert werden, indem die aufgebrachte Substanz mit funktionellen Gruppen an der Oberfläche der Konversionsschicht reagiert. Dies ist maßgeblich im Bereich Korrosionsschutz.
Typische Verfahren zur Aufbringung von Konversionsschichten sind die Phosphatierung auf Stahl, das Anbeizen auf verzinktem Stahl, die Chromatierung, sowie die Anodisierung auf Aluminium. Aufgrund der zunehmenden gesetzlichen Einschränkungen für chromhaltige Schichten (gilt insbesondere bei der Gelbchromatierung) gewinnen chromfreie Vorbehandlungsmethoden zunehmend an Bedeutung.

## Ergänzende Verfahrensschritte

### Spülung
Nach jedem chemischen Vorbehandlungsschritt kommt dem Spülvorgang entscheidende Bedeutung zu. Meist ist es nötig, ein oder mehrere Spülschritte durchzuführen, um Anhaftungen zu vermeiden. Der jeweils letzte Spülvorgang vor einem neuen Verfahrensschritt wird daher mit deionisiertem Wasser durchgeführt.

### Zwischentrocknung
Vor der Applikation des Lackes oder des Klebstoffes muss die Oberfläche des Werkstücks absolut trocken sein. Im Haftwassertrockner werden die Werkstücke getrocknet. Je nach Qualitätsanforderung kann auch das Abblasen mit Druckluft ausreichen.